# HTMS Chakri Naruebet
HTMS Chakri Naruebet (จักรีนฤเบศร) är ett thailändskt hangarfartyg som sjösattes år 1996. Fartyget är byggt vid det spanska varvet Navantia och baserad på konstruktionen av det tidigare spanska hangarfartyget Príncipe de Asturias (R11).

## Bakgrund
Fartyget beställdes av det spanska varvföretaget Bazán den 27 mars 1992. Fartyget kom att baseras mycket på det då enda spanska hangarfartyget Príncipe de Asturias.  Fartyget sjösattes 20 januari 1996 och togs i bruk i mars 1997 då det fick namnet Chakri Naruebet efter den thailändska kungliga familjen. Thailand köpte även begagnade Harrier-plan från Spanien vilka tillsammans med amerikanska S-70 Seahawks helikoptrar skulle komma att utgöra fartygets luftstridsgrupp. I slutet av 1990-talet så slog den ekonomiska kraschen i Asien hårt mot Thailand och fartyget fick under långa perioder stå vid kaj istället för att befinna sig till havs. Man fick också svårt att hålla Harrier-planen flygdugliga och 2006 tog man dessa helt ur tjänst. Fartyget har använts vid naturkatastrofer vid flera tillfällen. Bl.a. vid tsunamin julen 2004 som drabbade Thailand svårt.
2012 fick svenska Saab en order från den thailändska marinen om att uppgradera fartygets stridsledningssystem. Ordern var värd 180 miljoner svenska kronor.

## Design
HTMS Chakri Naruebet är baserat på den spanska hangarfartyget Príncipe de Asturias som i sin tur är baserat på det amerikanska konceptet Sea Control Ship, vilket var en klass av lättare hangarfartyg som aldrig togs i bruk av USA. Fartyget är 182 meter långt, 30,5 meter brett och har ett maximalt deplacement på 11 485 ton. Detta gör fartyget till världens minsta hangarfartyg idag.
Fartyget drivs av konventionella motorer i form av gasturbiner och dieselgeneratorer vilka genererar över 50 000 hästkrafter och en maxfart på cirka 25 knop.
I fartygets för finns en sså kalladski-jump eller skidbacke, ett brittiskt koncept, som tillåter stridsflyg att starta från hangarfartyget. Flygplanen landar sedan vertikalt på fartyget med hjälp av vridbara jetmotorer.